# Cipriano di Suzdal'
Cipriano di Sudzal' (... – Oblast' di Vladimir, 1622) fu un eremita russo, venerato come santo dalla Chiesa ortodossa.

## Biografia
Sono giunte poche notizie riguardo alla sua biografia. 
È conosciuto anche con l'epiteto di Stolto in Cristo,  quella determinata categoria di persone che, simulando la pazzia, vivendo della carità e disprezzando il proprio corpo erano convinti di partecipare più pienamente alla passione di Gesù. Visse una vita improntata all'ascesi sopra una piccola isola poco lontana dalla foce del fiume Uvod (distretto di Kovrov, nell'Oblast' di Vladimir) e lì morì in odore di santità nel 1622.

## Culto
La sua tomba si trova al di sotto della pavimentazione della chiesa del villaggio di Voskresensky (it.: Resurrezione), sito poco lontano dall'isola dove era vissuto.
Il luogo del suo ascetismo è ancora oggi conosciuto come l'Eremo di San Cipriano, e una cavità scavata nell'isola è chiamata la Grotta di San Cipriano.
È venerato come santo dalla Chiesa ortodossa russa che lo ricorda il 15 ottobre.